# 马利尼 (约讷省)
马利尼（法語：Maligny，法語發音：[maliɲi]）是法国勃艮第-弗朗什-孔泰大区约讷省的一个市镇，位于该省中部，属于欧塞尔区。

## 地理
马利尼（47°52'12"N, 3°45'53"E）面积22.28 平方千米，位于法国勃艮第-弗朗什-孔泰大區约讷省，该省份为法国中北部内陆省份，西接卢瓦雷省，西北接塞纳-马恩省，南至涅夫勒省，东临科多尔省，东北与奥布省接壤。
与马利尼接壤的市镇（或旧市镇、城区）包括：利尼勒沙泰勒、沙布利、拉沙佩勒-沃佩尔泰涅、科朗、迪耶、沙布利附近丰特奈、梅雷、维利。

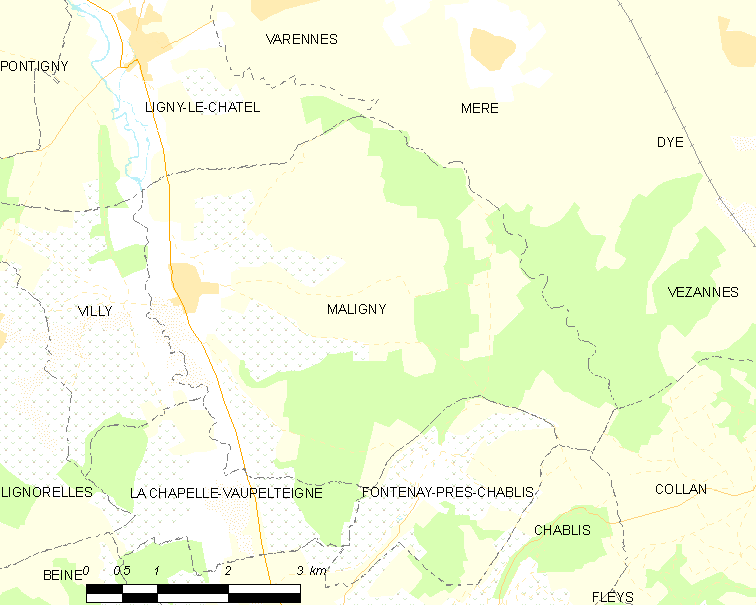
的OSM定位图

马利尼的时区为UTC+01:00、UTC+02:00（夏令时）。

## 行政
马利尼的邮政编码为89800，INSEE市镇编码为89242。

## 政治
马利尼所属的省级选区为沙布利县。

## 人口

1962-2008年间人口变化图示

马利尼于2022年1月1日时的人口数量为780人。